# Locomobile (veicolo)

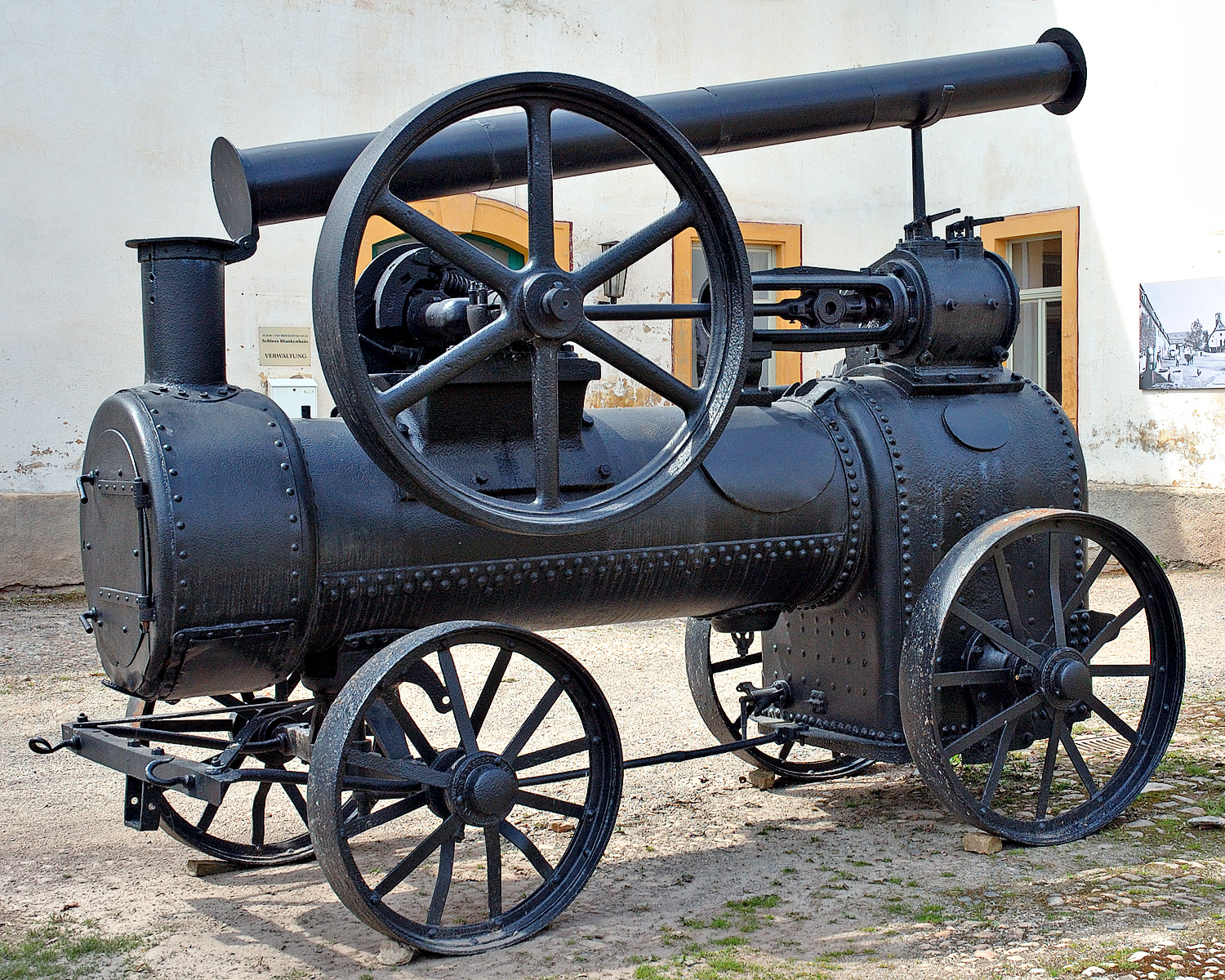
Locomobile impiegata come motore portatile, conservata presso il museo del Castello di Blankenhain in Germania.

La locomobile è un veicolo semovente dotato di un generatore di vapore con serbatoio di acqua che alimenta un motore a vapore per erogare potenza come macchina motrice. Tale tecnologia ebbe una relativa diffusione durante il XIX secolo e inizio XX secolo, per essere poi soppiantata dall'adozione dei motori a combustione interna e la locomobile fu usata soprattutto come trattore a vapore in agricoltura.
Il termine si riferisce altresì ad un complesso motrice-generatore a vapore montato su telaio dotato di ruote per essere trainato, come un rimorchio e usato in posti differenti. 

## Diffusione

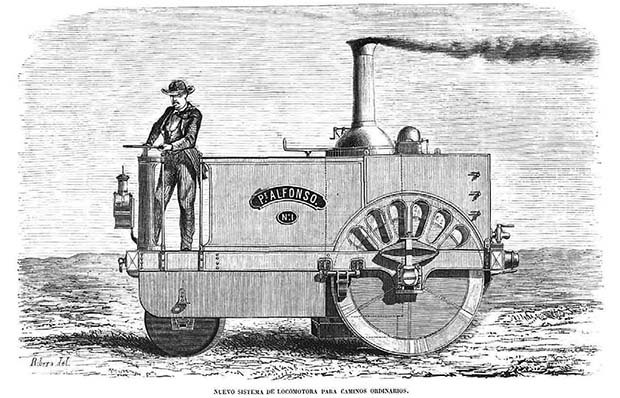
Locomóvil Príncipe Alfonso (1862)

Le prime applicazioni della locomobile furono come trattrice agricola, cui diede il proprio contributo Richard Trevithick, l'inventore della locomotiva a vapore che nel 1812 progettò un motore semi-trasportabile per uso agricolo conosciuto come "barn-engine" e usato come trebbiatrice per il mais. Tale locomobile era trainata come un rimorchio.
Un veicolo automotore vero e proprio fu inventato nel 1839 da William Tuxford che costruì un motore collegato con una caldaia analoga a quella delle locomotive con tubi bollitori orizzontali e un grosso volano completava l'albero a gomiti e una cinghia di trasmissione trasmetteva il moto al veicolo. 
Degli esempi sono l'autocarro a vapore e l'automobile a vapore, particolari tipi di locomobile idonei alla Convenzione di Vienna sul traffico stradale. Ancora all'inizio del XX secolo le automobili a vapore erano comuni e registrarono, fra l'altro, un record di velocità terrestre assoluto: infatti la Stanley Rocket, nel 1906, fu il primo veicolo terrestre a superare i 200 km/h. 
In quest'ultimo settore il termine divenne in breve sinonimo di una casa automobilistica statunitense, la Locomobile Company of America, attiva tra il 1899 ed il 1922. 
Una locomobile fu immortalata nel film Charlot avventuriero interpretato da Charlie Chaplin.

### Produttori
Molte aziende pionieristiche nel campo dei veicoli semoventi si cimentarono nella costruzione di locomobili; fra esse la Ruston, Proctor & C. di Lincoln (Inghilterra) e la Società Italiana Ernesto Breda per Costruzioni Meccaniche.

## Galleria d'immagini

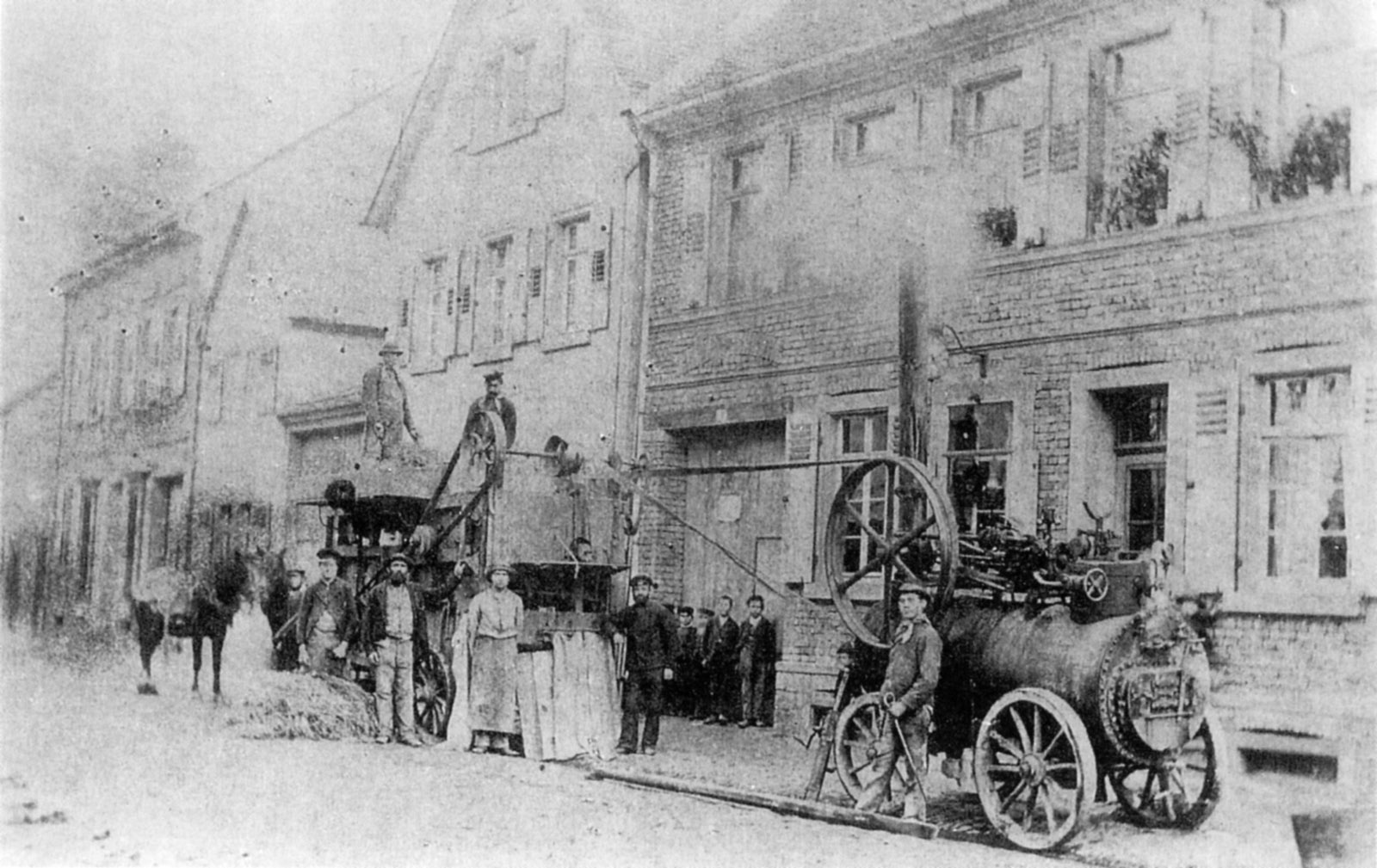
Locomobile Michael Lämmermann nel 1895
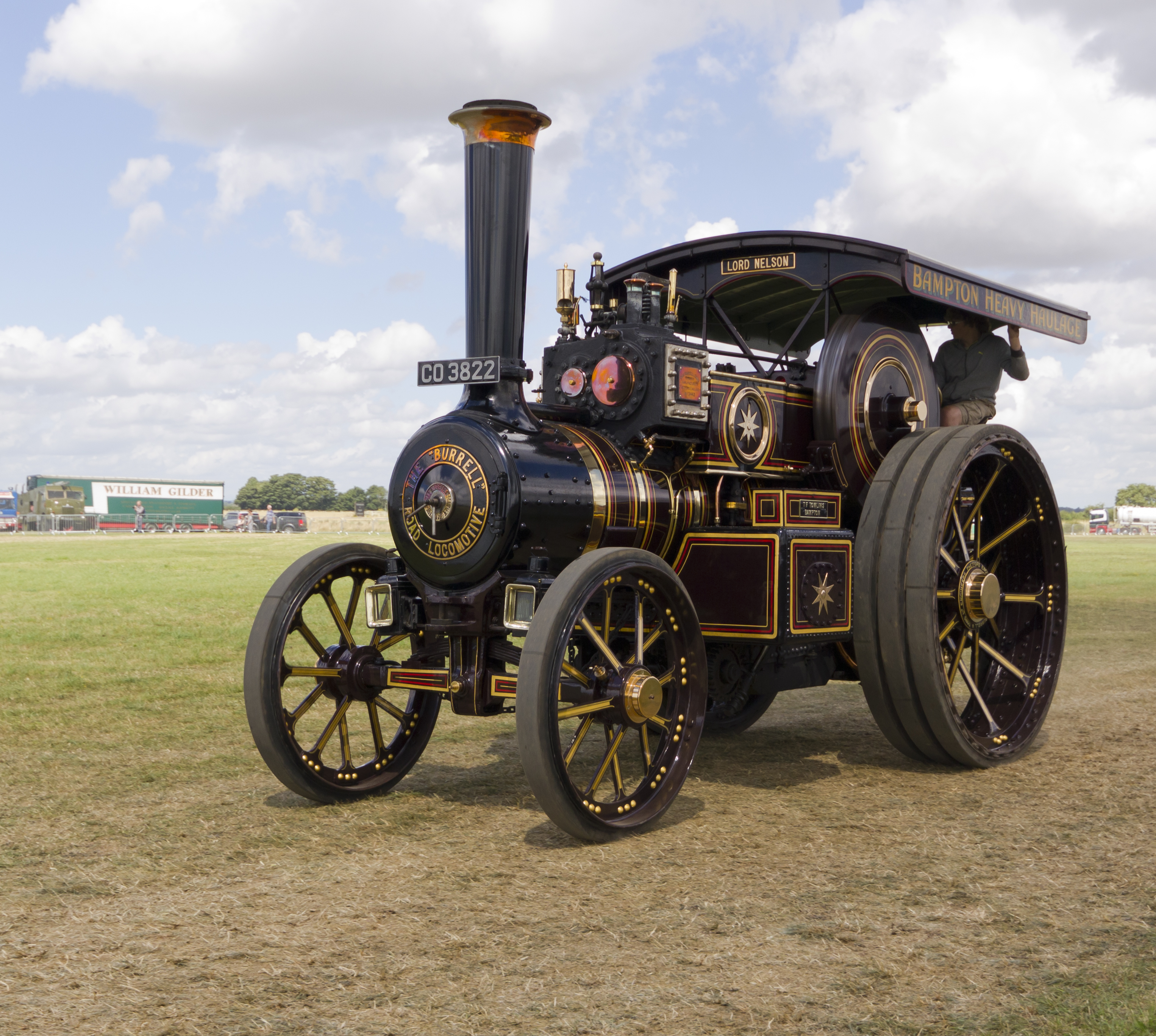
Locomobile Charles Burrell & Sons
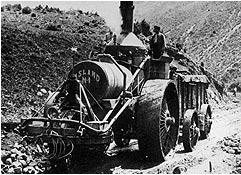
Locomobile Best, in Catalogna
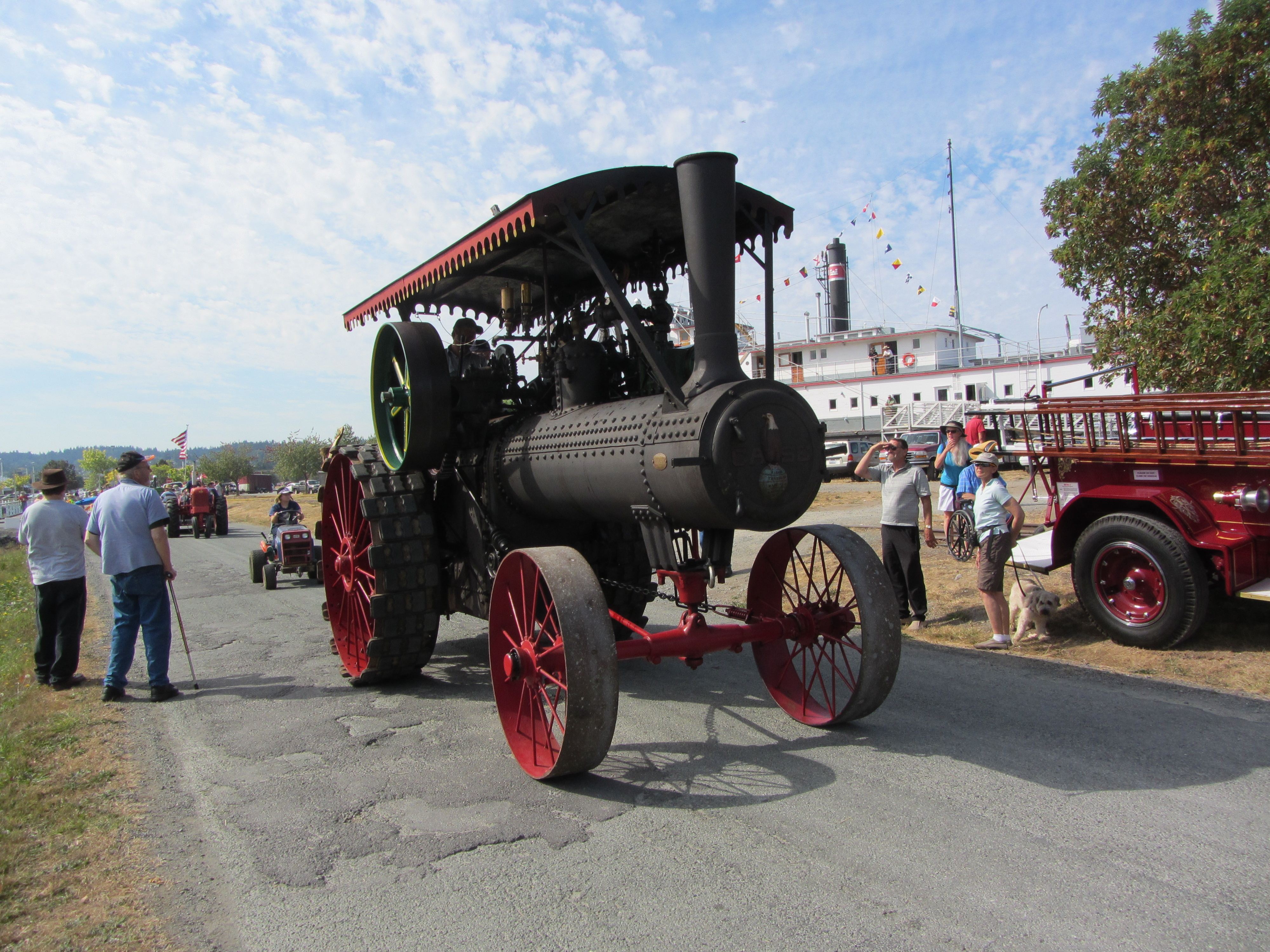
Trattore a vapore
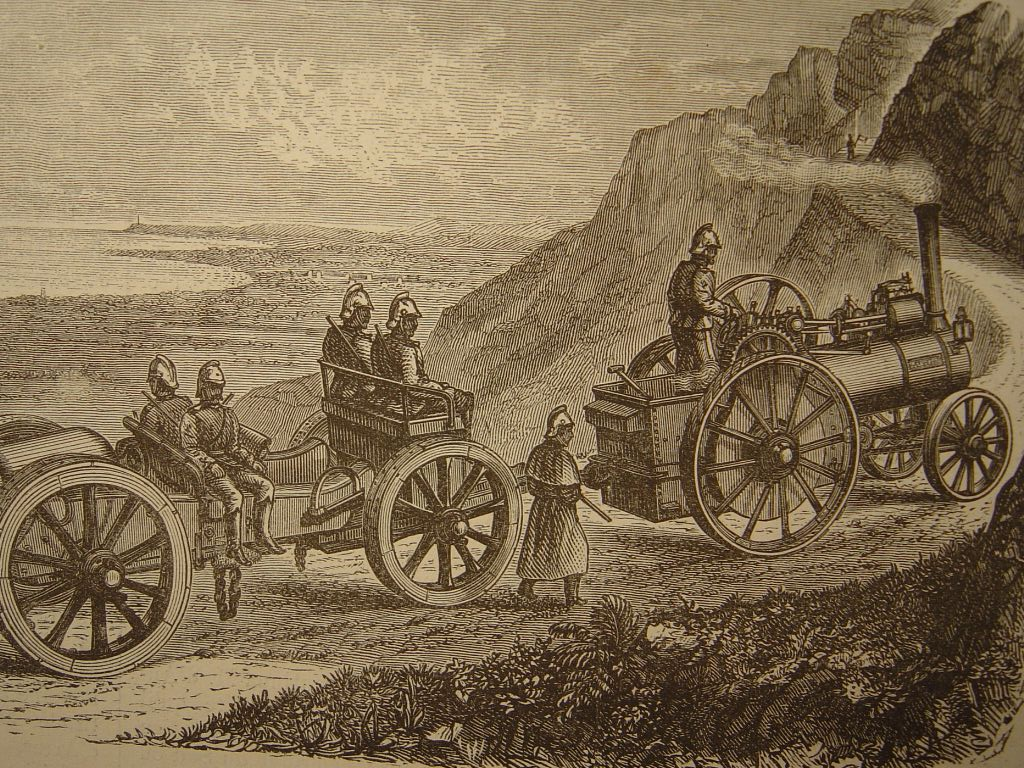
Canon avec son affut, stampa d'epoca